# Ambigüitat
L'ambigüitat  és un fenomen lingüístic que es dona quan en una construcció no és clar el seu significat.
És a dir, un enunciat (una oració, un text) és ambigu quan és susceptible de dues o més interpretacions.
Pot ser deguda a una construcció sintàctica poc clara (per exemple, en la frase «Passejava amb el nen cantant» no és clar qui canta dels dos) o a la polisèmia o homonímia pròpia de determinades paraules (en un cas extrem, es parla de mots bagul o comodí, que poden tenir molts sentits).
L'ambigüitat només es pot resoldre pel context, que atorga més probabilitat a un significat per sobre dels altres possibles, i per això s'estudia sobretot des de la pragmàtica.

## Ambigüitat lèxica
Ambigüitat en forma de morfema o paraula. Es dona quan, en un diccionari o lèxic, es permet més d'una interpretació per a un sol mot. Presenta problemes de comprensió al receptor, l'única solució és recórrer al context o a la situació.
Es dona quan una mateixa paraula admet dos o més significats diferents.

### Homonímia
Les paraules tenen el mateix so, però els seus significats són diferents. Hi ha una coincidència gràfica de dues o més paraules que tenen significats diferents.
- Banc: establiment públic de crèdit, constituït en societat per accions.
- Banc: seient, amb respatller o sense, en què poden asseure's diverses persones.
- Banc: establiment mèdic on es conserven i emmagatzemen òrgans, teixits o líquids fisiològics humans per cobrir necessitats quirúrgiques, d'investigació, etc.
- Banc: conjunt de peixos que van plegats en gran nombre.

Per exemple, l'oració han posat un banc nou a la plaça pot tenir dues interpretacions, segons la interpretació que s'assigne al mot polisèmic banc: «han posat un seient nou a la plaça», o bé, «han posat una institució financera a la plaça».
- gat: mamífer carnívor de la família dels fèlids, digitígrad, domèstic, amb cap rodó, llengua molt aspra, potes curtes i pelatge espès, suau, de color blanc, gris, marró, vermellós o negre.
- gat: màquina que serveix per aixecar grans pesos a poca altura.

Per exemple, l'oració hi havia un gat sota l'automòbil pot tenir dues interpretacions, ja que el gat es pot tractar de «la màquina per a alçar l'automòbil per a reparar-lo», o bé, es pot tractar d'«un animal a sota de l'automòbil».

#### Homòfon
Paraules que es pronuncien igual però l'escriptura i els significats de les quals són diferents.
- Ball/vall: en què "ball" fa referència a la dansa i "vall" és una zona enclotada entre dues muntanyes.
- Bola/vola: en què "bola" fa referència a una pilota, mentre que "vola" fa referència a la tercera persona del present del verb 'volar'.

#### Homògraf
Paraules que tenen la mateixa escriptura i pronunciació, encara que els seus significats són diferents.
deu
- substantiu que significa un aflorament d'aigua
- una desena (nombre)
- 3a persona del singular del present d'indicatiu del verb deure.

## Ambigüitat estructural
Es dona en una oració o frase quan té dos o més significats a causa de l'estructura, ja sigui per l'agrupament o la diferent funció gramatical.

### Ambigüitat d'agrupament
Oració que té dues estructures possibles:
Què vols, galetes o pa de la tia Pepa? → Les galetes i el pa són tots dos de la tia Pepa o només el pa és de la tia Pepa.
Va veure un home en un vaixell amb una ullera de llarga vista → L'home portava una ullera de llarga vista o el va veure mitjançant una ullera de llarga vista.

### Ambigüitat funcional
Es dona quan una paraula o frase completa dues o més relacions gramaticals; els morfemes i grups són iguals per a ambdós significats:
"La crítica de Riba", en què Riba pot ser-ne el crític o el criticat.